# Taxe d'aménagement
La taxe d'aménagement est une taxe, instituée à compter du 1er mars 2012 par l'article 28 de la loi n° 2010-1658 du 29 décembre 2010 de finances rectificative pour 2010, au profit de la commune ou de l'établissement public de coopération intercommunale, du département et de la région d'Île-de-France, qui peut être due en France à l'occasion d'opérations de constructions immobilières, afin de leur permettre de financer les actions et opérations contribuant à la réalisation des objectifs des schémas de cohérence territoriales (SCOT), et, par exemple, la création ou l'extension d'équipements (routes, assainissement, écoles…) induits par l'urbanisation.
Elle succède, dans le cadre d'une importante réforme de la fiscalité d'urbanisme, à la taxe locale d'équipement, et remplace, immédiatement (dans les communes dotées d'un PLU ou d'un POS et dans les communautés urbaines) ou en 2015, une dizaine d'anciennes taxes et participations dont les PAE (programme d'aménagement d'ensemble), TLE, TDENS qui était associées aux permis et déclarations préalables.
Du 1er mars 2012, jusqu'à son abrogation en 2021, un versement pour sous-densité est susceptible d'être perçu auprès des constructeurs de projets situés dans la plupart des zones urbaines ou à urbaniser.
La taxe d'aménagement ne doit pas être confondue avec la taxe d'habitation ou la taxe foncière.

## Instauration et bénéficiaires

### La commune ou l'EPCI
« La part communale ou intercommunale de la taxe d'aménagement est instituée :
1° De plein droit dans les communes dotées d'un plan local d'urbanisme ou d'un plan d'occupation des sols, sauf renonciation expresse […] ;
2° Par délibération du conseil municipal dans les autres communes ;
3° De plein droit dans les communautés urbaines, sauf renonciation expresse décidée par délibération […] ;
4° Par délibération de l'organe délibérant dans les autres établissements publics de coopération intercommunale compétents en matière de plan local d'urbanisme en lieu et place des communes qu'ils regroupent et avec leur accord […]. »
— Début de l'article L. 331-2 du Code de l'urbanisme
.
Le régime de la taxe d'aménagement est sensiblement différent de l'ancienne Taxe locale d'équipement qu'elle remplace, puisqu'elle concerne, par défaut, toutes les communes dotées d'un document d'urbanisme, et pas uniquement celles de plus de 10 000 habitants. Par ailleurs, un EPCI peut bénéficier de la TA, avec reversement à celles-ci d'une partie de la recette.

### Le département
La taxe d'aménagement est, pour le département, une ressource affectée à certaines dépenses : 
« La part départementale de la taxe d'aménagement est instituée par délibération du conseil départemental ou de l'Assemblée de Corse dans les conditions fixées au dixième alinéa de l'article L. 331-2 en vue de financer :

1° La politique de protection des espaces naturels sensibles prévue à l'article L. 113-8 ainsi que les dépenses :
a) Pour l'acquisition, par voie amiable, par expropriation ou par exercice du droit de préemption mentionné à l'article L. 215-4, de terrains ou ensembles de droits sociaux donnant vocation à l'attribution en propriété ou en jouissance de terrains, ainsi que pour l'aménagement et l'entretien de tout espace naturel, boisé ou non, appartenant au département, sous réserve de son ouverture au public dans les conditions prévues à l'article L. 215-21 ;
b) Pour sa participation à l'acquisition, à l'aménagement et la gestion des terrains du Conservatoire de l'espace littoral et des rivages lacustres, pour sa participation à l'acquisition de terrains par une commune ou par un établissement public de coopération intercommunale compétent, ainsi qu'à l'entretien des terrains acquis par l'une et l'autre de ces personnes publiques ou par l'Agence des espaces verts de la région d'Île-de-France dans l'exercice du droit de préemption, par délégation ou par substitution, prévu aux articles L. 215-4 à L. 215-8 ;
c) Pour l'aménagement et l'entretien d'espaces naturels, boisés ou non, appartenant aux collectivités publiques ou à leurs établissements publics et ouverts au public, ou appartenant à des propriétaires privés à la condition qu'ils aient fait l'objet d'une convention passée en application de l'article L. 113-6 ;
d) Pour l'aménagement et la gestion des parties naturelles de la zone dite des cinquante pas géométriques, définie à l'article L. 121-45 ;
e) Pour l'acquisition, l'aménagement et la gestion des sentiers figurant sur un plan départemental des itinéraires de promenade et de randonnée, établi dans les conditions prévues à l'article L. 361-1 du code de l'environnement, ainsi que des chemins et servitudes de halage et de marchepied des voies d'eau domaniales concédées qui ne sont pas ouvertes à la circulation générale et pour l'acquisition, par voie amiable ou par exercice du droit de préemption mentionné à l'article L. 215-4, l'aménagement et la gestion des chemins le long des autres cours d'eau et plans d'eau ;
f) Pour l'acquisition par un département, une commune, un établissement public de coopération intercommunale ou le Conservatoire de l'espace littoral et des rivages lacustres, de bois et forêts ou de droits sociaux donnant vocation à l'attribution en propriété ou en jouissance de bois et forêts, sous réserve de leur ouverture au public dans les conditions prévues à l'article L. 215-21 ;
g) Pour l'acquisition, l'aménagement et la gestion des espaces, sites et itinéraires figurant au plan départemental des espaces, sites et itinéraires relatifs aux sports de nature, établi en application de l'article L. 311-3 du code du sport, sous réserve que l'aménagement ou la gestion envisagés maintiennent ou améliorent la qualité des sites, des paysages et des milieux naturels ;
h) Pour l'acquisition, la gestion et l'entretien des sites Natura 2000 désignés à l'article L. 414-1 du code de l'environnement et des territoires classés en réserve naturelle au sens de l'article L. 332-1 du même code ;
i) Pour les études et inventaires du patrimoine naturel nécessaires à l'élaboration et à la mise en œuvre de la politique de protection et de gestion des espaces naturels sensibles destinés à être ouverts au public ;
j) Pour l'acquisition de sites destinés à la préservation de la ressource en eau, leur aménagement et leur gestion ;
k) Pour les travaux contribuant à la préservation ou à la remise en bon état des continuités écologiques identifiées dans les schémas prévus à l'article L. 371-3 du code de l'environnement ;
l) Pour l'acquisition de terrains nus, bâtis ou aménagés et de gisements artificialisés en vue d'y réaliser des travaux de transformation et, le cas échéant, de dépollution, d'entretien et d'aménagement pour leur conversion en espaces naturels par un département, une commune, un établissement public de coopération intercommunale ou un opérateur public, notamment le Conservatoire de l'espace littoral et des rivages lacustres, les établissements publics fonciers ou l'agence des espaces verts de la région d'Île-de-France ;

2° Les dépenses des conseils d'architecture, d'urbanisme et de l'environnement en application de l'article 8 de la loi n° 77-2 du 3 janvier 1977 sur l'architecture.(...) »
— Début de l'article L. 331-3 du code de l'urbanisme, dans sa rédaction issue de la Loi de finances initiales pour 2021
La participation remplace l'ancienne taxe départementale pour le financement des conseils d'architecture, d'urbanisme et d'environnement et l'ancienne taxe départementale pour les espaces naturels sensibles (TDENS).

### La région d'Île-de-France
« La part de la taxe d'aménagement versée à la région d'Île-de-France est instituée par délibération du conseil régional, […], en vue de financer des équipements collectifs, principalement des infrastructures de transport, rendus nécessaires par l'urbanisation. »
— Début de l'article L. 331-4 du Code de l'urbanisme
.
La part régionale de la taxe d'aménagement est applicable sur toutes les communes d'Île-de-France. Elle remplace l'ancienne taxe complémentaire à la TLE en Île-de-France.
La taxe spéciale d’équipement en Île de France est l’une des principales ressources du budget du Grand Paris Express.

## Exonérations
Le code exonère de la taxe d'aménagement diverses constructions :
- en totalité
  - services publics ou d'utilité publique, figurant sur une liste fixée par décret en Conseil d'État ;
  - certains locaux d'habitation et d'hébergement ;
  - abris de récoltes, hébergement d'animaux et autres usages agricoles ;
  - certains aménagements prescrits par un plan de prévention des risques ;
  - les constructions dont la surface est inférieure ou égale à 5 mètres carrés ;
  - certains bâtiments reconstruits après sinistre ;
  - certaines constructions à Mayotte et en Guyane.
- Pour la seule part communale ou intercommunale :
  - situées dans une ZAC, une Opération d'intérêt national), le périmètre d'une convention de Projet Urbain Partenarial lorsque le coût de certains équipements a été mis à la charge des constructeurs ou des aménageurs[8].

Les communes ou intercommunalités, les départements et la région Île-de-France peuvent, chacun en ce qui le concerne, exonérer de taxe d'aménagement (en totalité ou en partie) les constructions suivantes : 
- Les locaux à usage d'habitation et d'hébergement sociaux ainsi que leurs annexes qui ne bénéficient pas de l'exonération de plein droit ;
- dans la limite de 50 % de leur surface, les surfaces des locaux à usage d'habitation principale qui ne bénéficient pas de l'abattement de 50 % de valeur sur les 100 premiers mètres carrés des locaux d'habitation mais qui bénéficient d'un prêt à taux zéro (PTZ) ;
- les locaux à usage industriel ;
- les commerces de détail d'une surface de vente inférieure à 400 m2 ;
- les immeubles protégés au titre des monuments historiques[9].

## Fait générateur
« Les opérations d'aménagement et les opérations de construction, de reconstruction et d'agrandissement des bâtiments, installations ou aménagements de toute nature » faisant l'objet d'une autorisation d'urbanisme (permis de construire, permis d'aménager, déclaration préalable de travaux…) sont assujetties à la taxe d'aménagement, pour tous les dossiers d'autorisation d'urbanisme déposés à compter du 1er mars 2012 (ou, pour Mayotte, le 1er janvier 2014).
Les bénéficiaires de l'autorisation d'urbanisme (ou, en cas de travaux réalisés irrégulièrement sans permis, les responsables de la construction) sont les débiteurs de la taxe.

## Mode de calcul

### Détermination des valeurs forfaitaires
Le code de l'urbanisme détermine une valeur forfaitaire par mètre carré de la surface de construction, variable selon qu'il s'agit des communes de la région d'Île-de-France (1 004 euros en 2023) ou des communes situées dans les autres régions françaises (886 euros en 2023). Ces montants sont réévalués par arrêté ministériel en fonction de l'évolution de l'indice du coût de la construction calculé par l'INSEE, montants indiqués pour 2023.
Se rajoutent à ces valeurs forfaitaires celles des aménagements suivants : 
- 3 000 € par emplacement de tentes, caravanes et résidences mobiles de loisirs des campings aménagés ;
- 10 000 € par emplacement des habitations légères de loisirs ;
- 200 €/m2 de piscine ;
- 3 000 € par éolienne d'une hauteur supérieure à 12 mètres ;
- 10 €/m2 de panneaux photovoltaïques au sol ;
- de 2 000 € à 5 000 € par emplacement de stationnement réalisé à l'extérieur des bâtiments[14]. (A noter que la commune peut faire entrer la création de ces emplacements dans "un plan de prévention des risques". Il est possible alors d'être exonéré en partie ou totalement)

### Surfaces prises en compte
La taxe d'aménagement n'est pas calculée, comme l'ancienne taxe locale d'équipement, en fonction de la surface hors œuvre nette (SHON) de la construction, mais sur la base de la surface déterminée conformément au second alinéa de l'article L. 331-10 du code de l'urbanisme, c'est-à-dire « la somme des surfaces de plancher closes et couvertes, sous une hauteur de plafond supérieure à 1,80 mètre, calculée à partir du nu intérieur des façades du bâtiment, déduction faite des vides et des trémies ».
Ces surfaces, calculées à l'intérieur des murs de façades, ne prennent donc pas en compte l’épaisseur des isolations, qu'elles soient intérieures ou extérieures du bâtiment.
Par contre, elles intègrent les surfaces de stationnement incluses dans des bâtiments, qui n'étaient pas prises en compte dans la surface hors œuvre nette.

### Détermination des taux d'imposition
Contrairement à l'ancienne taxe locale d'équipement, dont le taux, compris entre 1 % et 5 % de la base forfaitaire, s'appliquait de manière uniforme sur la totalité d'une commune concernée, la part communale ou intercommunale de la taxe d'aménagement peut avoir des taux différentiés au sein de la même commune, afin de tenir compte de l'importance des aménagements à réaliser selon le secteur.
Un plan annexé au document d'urbanisme détermine le taux applicable selon le secteur. Par défaut, en l'absence de délibération spécifique, ce taux communal ou intercommunal est de 1 %, mais il peut être porté jusqu'à 5 %.
Ce taux peut être porté « dans certains secteurs par une délibération motivée, si la réalisation de travaux substantiels de voirie ou de réseaux ou la création d'équipements publics généraux est rendue nécessaire en raison de l'importance des constructions nouvelles édifiées dans ces secteurs » jusqu'à 20 %. Conformément aux règles habituelles de financement des infrastructures par la fiscalité d'urbanisme, « Il ne peut être mis à la charge des aménageurs ou constructeurs que le coût des équipements publics à réaliser pour répondre aux besoins des futurs habitants ou usagers des constructions à édifier dans ces secteurs ou, lorsque la capacité des équipements excède ces besoins, la fraction du coût proportionnelle à ceux-ci.  ».
S'y rajoute le taux de la part départementale, qui ne peut excéder 2,5 %, ainsi que celui fixé par la région Île-de-France, qui ne peut excéder 1 % et peut être différent selon les départements.
Par ailleurs, si la construction est réalisée sans autorisation, ou sans respecter cette autorisation, le montant de la taxe est majoré d'une pénalité de 80 %.

### Tarifs réduits
Le code prévoit une réduction de 50 % de la taxe pour les constructions suivantes : 
- les locaux à usage d'habitation et d'hébergement sociaux ainsi que leurs annexes, en métropole comme en Guyane et à Mayotte ;
- les cent premiers mètres carrés des locaux d'habitation et leurs annexes à usage d'habitation principale, sans cumul possible avec l'abattement précédent ;
- les locaux à usage industriel ou artisanal et leurs annexes, les entrepôts et hangars non ouverts au public faisant l'objet d'une exploitation commerciale
- les parcs de stationnement couverts faisant l'objet d'une exploitation commerciale[20].

## Modalités de paiement
Le calcul et la liquidation de la taxe sont réalisés par les services de l'État, selon les taux applicables à la date où intervient l'autorisation de construire ou d'aménager, à moins qu'un certificat d'urbanisme en cours de validité ne fige des taux plus avantageux.
Le recouvrement de la taxe d'aménagement est assuré par les comptables publics.
Les débiteurs doivent payer la taxe en deux moitiés, l'une un an après le permis, l'autre deux ans après le permis, sauf lorsque le montant de la taxe est inférieur à 1 500 € ou lorsque le montant est majoré à la suite de la délivrance d'une modification du permis. Dans ce cas, le paiement est dû un an après la délivrance du permis ou de sa modification. Enfin, la taxe est payable immédiatement, en une seule fois, si elle comprend la majoration de 80 % pour construction sans permis ou ne respectant pas le permis.
Le comptable public peut faire droit à une demande de remise gracieuse, partielle ou totale, y compris des pénalités. Le redevable peut également obtenir la décharge, la réduction ou la restitution totale ou partielle de la taxe, s'il n'a pas réalisé la construction, s'il a obtenu un permis modificatif réduisant sa surface, si la démolition de la construction est ordonnée par le juge civil, dans certains cas de catastrophes naturelles amenant à détruire les constructions, en cas d'erreur de calcul de la taxe, ou si le débiteur peut bénéficier d'une exonération, d'une réduction ou d'un abattement de la taxe.
Le produit effectif de la taxe est reversé chaque mois aux collectivités territoriales et EPCI après prélèvement de frais d'assiette et de recouvrement correspondant à 3 % des sommes encaissées.

## Autres taxes et participations supprimées
La loi de finances rectificative supprime totalement, à compter au 1er janvier 2015, le régime du plafond légal de densité, ainsi que la participation pour raccordement à l'égout, la participation pour non réalisation de parc de stationnement, la participation pour voirie et réseaux et la participation des riverains en Alsace-Moselle.
Si la commune ou l'EPCI décident d'appliquer un taux de taxe d'aménagement supérieur à 5 %, les participations mentionnées au paragraphe précédent sont simultanément supprimées.